# Liste des clochers-murs d'Ille-et-Vilaine
Cet article recense les édifices religieux de l'Ille-et-Vilaine, en France, munis d'un clocher-mur.

## Liste
| Édifice                           | Commune                    | Notes             | Coordonnées                        | Photo |
| --------------------------------- | -------------------------- | ----------------- | ---------------------------------- | ----- |
| Église Notre-Dame-de-Toutes-Joies | Broualan                   | Classé MH (1911)  | 48° 28′ 26″ nord, 1° 39′ 02″ ouest |       |
| Église Saint-Aubert               | La Chapelle-Saint-Aubert   |                   | 48° 18′ 49″ nord, 1° 18′ 33″ ouest |       |
| Église Saint-Georges              | Saint-Georges-de-Gréhaigne | Inscrit MH (1926) | 48° 34′ 09″ nord, 1° 32′ 56″ ouest |       |
| Église Saint-Jean                 | La Selle-en-Luitré         | Inscrit MH (1926) | 48° 18′ 36″ nord, 1° 07′ 40″ ouest |       |
| Église Saint-Étienne              | Tressé                     |                   | 48° 28′ 54″ nord, 1° 53′ 09″ ouest |       |
| Église Saint-Martin               | Villamée                   | Inscrit MH (1926) | 48° 27′ 39″ nord, 1° 13′ 08″ ouest |       |